# 日本ファシリオ
日本ファシリオ株式会社（にほんふぁしりお）は、管工事と電気工事を主事業とする日本の会社で、本社は東京都港区北青山2丁目12-28。資本金は25億円。

## 特徴
空調設備の技術を主軸とした建築設備の設計・施工管理・保守、その他環境制御システム等の設計・施工管理を行う会社。綜合警備保障株式会社の特定子会社である。
もとは本社を大阪に置き、近畿日本鉄道・近畿車輛のグループ会社であった近畿工業株式会社の建材事業部門が、1998年に近畿車輛に収拾合併された後、残った事業部門が夢真グループなどを経て綜合警備保障の子会社となった。現在も近鉄系各社が株主に連ねている。また、夢真グループになる以前の近畿工業は、管工事・設備同業他社とは関連性は無く、兵庫県加古川市にある同名の企業「近畿工業株式会社」とは全く関連はない。

## 沿革
- 1909年 - 紅屋商会（近畿工業の前身）創業。
- 1948年 - 昭和設備工業（丸紅設備の前身）設立。
- 1961年 - 近畿工業株式会社成立。
- 1962年 - 近畿工業、紅屋商会を合併。
- 1965年 - 近畿工業、近畿アルミサッシを合併。
- 1967年 - 日建工業より、管工事部門独立の目的で日建設備（丸紅設備）設立。
- 1975年 - 昭和設備工業、日建設備を合併。
- 1975年 - 昭和設備工業から丸紅設備に商号変更。
- 2005年 - 丸紅設備から夢真総合設備へ商号変更。
- 2006年 - 夢真総合設備が、近畿工業、夢真ファシリティを吸収合併。
- 2007年 - 夢真総合設備から日本ファシリオに商号変更。
- 2011年 - 綜合警備保障が発行済み株式の88.82%を取得し、特定子会社化。

## 主な施工実績
- 葛西臨海水族園
- 志摩スペイン村
- 法務省旭川刑務所
- 東京ビッグサイト
- あべのハルカス
- ナゴヤドーム
- 上野科学博物館
- 東京臨海病院
- フライトオブドリームズ
- 志摩観光ホテル

など